# Stephen Wayne Lindsey
Steven Wayne Lindsey es astronauta de NASA, fue comandante de la misión del trasbordador espacial STS-121, en julio de 2006. 
En el Ejército de los EE. UU. tiene el grado de Coronel.

## Datos personales
Nació el 24 de agosto de 1960 en Arcadia, California. Casado con Diane Renne Lindsey (de soltera Trujillo). Tienen tres hijos.

## Trayectoria académica
- Graduado en Ingeniería por la Academia del Ejército de los EE. UU. en 1982.
- Titulado en Ingeniería Aeronáutica en 1990 por el Instituto de Tecnología de la Fuerza Aérea de los EE. UU.

## Experiencia en la NASA
Lindsey fue seleccionado por la NASA en 1994. Se cualificó como astronauta en mayo de 1996. 
Ha participado en las misiones STS-87, STS-95, STS-104, STS-121, STS-133, habiendo completado 50 días, 3 horas y 29 minutos de vuelos orbitales al aterrizar el Discovery el 17 de julio de 2006.